# The Drinkers
The Drinkers je nekdanja slovenska rock skupina, ki sta jo leta 1993 v Litiji ustanovila kitarist in nekdanji član skupine Niet Robert Likar ter pevec Sandi Kolenc - Koli. Poleg njiju so bili v prvotni zasedbi še bobnar Andrej Žibert, basist Miro Medvešček in klaviaturist Evgen Malis.
Pogost motiv njihovih besedil je alkohol - svoj slog sami imenujejo »drink'n'roll«. Njihov prvi album z naslovom Lepi in trezni je izšel leta 1995, dve leti kasneje pa drugi, Žeja. Najbolj znana skladba na njem je bila »Deset majhnih jagrov«, priredba skladbe »Zehn kleine Jägermeister« skupine Die Toten Hosen. Konec leta 1998 so znova vzbudili pozornost s singlom, na katerem je bila skladba »Ko to tamo peva« (priredba istoimenske skladbe skupine Bijelo dugme), ki je takrat prišla na vrh slovenske lestvice singlov. Leta 1999 sta izšli dve izdaji, album Pivolucija in mini album Zadnja večerja s priredbami božičnih pesmi. Deseto obletnico je skupina praznovala z izdajo albuma Prohibicija in velikim koncertom v Trbovljah.
Leto 2003 je bilo za The Drinkers tudi sicer prelomno. Frontman Sandi Kolenc je moral zaradi zdravstvenih težav za nekaj časa prenehati z delovanjem v skupini, poleg tega so zaradi nezadovoljstva nad promocijo novega albuma prekinili sodelovanje z dotakratno založbo Megaton. Naslednje leto so kljub temu nadaljevali s koncertiranjem, ob podpori novega kitarista Matjaža Živkoviča. V letu 2005 je skupino zapustil frontman, njegovo vlogo pa je prevzel Živkovič. V tej zasedbi so posneli material za nov album z naslovom Hajdi, ki je izšel leta 2007 pri novi založbi Multirecords, hkrati pa koncertirali po Sloveniji in Hrvaški. Kmalu po tistem je skupino zapustil še bobnar Žibert, ki ga je nadomestil danes najmlajši član Klemen Markelj. Leta 2011 je znova prišlo do večje spremembe v zasedbi, namesto Živkoviča in Kavška sta se v skupino vrnila frontman Kolenc in klaviaturist Trebec.
Leta 2017 je nekdanji frontman Kolenc po dolgotrajnih zdravstvenih težavah umrl. Ker je bil še vedno tako prepoznaven zaščitni znak skupine, so se preostali člani odločili, da ne nameravajo več igrati v tej zasedbi.

## Diskografija
- Lepi in trezni (1995)
- Žeja (1997)
- Ko to tamo peva (1998, singl)
- Pivolucija (1999)
- Zadnja Večerja (1999, EP)
- De best od (2001, kompilacija)
- Prohibicija (2003)
- Hajdi (2007)
- Recidiv (2014)